# 山岳正赛
山岳正赛是宋朝齐云社组织的全国性最高等级的蹴鞠比赛，类似于现代世界杯或中超，裁判由齐云社派人担任，每年举行一次，因为在山顶举行，因此而名。参与比赛需要缴纳报名费，被称作“香金”。同时，山岳正赛还会通过两名选手白打蹴鞠的方式对参赛选手进行评级，赛后会颁发“名旗”（相当于等级证书），赢者可以带名旗下山。